# Habitatge al carrer de Baix, 26 (Girona)
L'Habitatge al carrer de Baix, 26 és una obra de Girona inclosa a l'Inventari del Patrimoni Arquitectònic de Catalunya.

## Descripció
És una caseta de planta rectangular de planta baixa i un pis, amb teulat a dues aigües i carener paral·lel a la façana principal. Façana descentrada amb obertures concentrades al costat dret (porta i finestra al damunt de modillons i llinda d'arquets conopials). Al costat de la porta hi ha una finestra posterior de llinda recta. Façana remolinada i arranjada, amb arramblador d'esquerdejat.